# Rettori dell'Università degli Studi di Roma "La Sapienza"
Elenco dei Magnifici Rettori della Sapienza, Università di Roma.

## Stato Pontificio
- 1495-1505: Orlando Orsini[1]
- 1593-1594: Tiberio Cerasi
- 1787: Carlo Luigi Costantini
- 1811-1815: Giovanni Ferri de Saint-Constant
- 1817-1828: Belisario Cristaldi
- ? - 1844: Antonio Maria Cagiano de Azevedo
- 1844-?: Tommaso Filipponi
- 1860-1870: Bonfiglio Mura

## Regno d'Italia
- 1870-1872: Cletofonte Varano Carlucci (Clito Carlucci)
- 1872-1873: Filippo Serafini
- 1873-1874: Giuseppe Battaglini
- 1874-1876: Pietro Blaserna
- 1876-1879: Gaetano Valeri
- 1879-1883: Onorato Ocioni
- 1883-1885: Luigi Maurizi
- 1885-1886: Ernesto Monaci
- 1886-1888: Luigi Galassi
- 1888-1892: Valentino Cerruti
- 1892-1895: Luigi Maurizi
- 1895-1896: Giuseppe dalla Vedova
- 1896-1897: Gaetano Semeraro
- 1897-1898: Lorenzo Meucci
- 1898-1900: Luigi Luciani
- 1900-1903: Valentino Cerruti
- 1903-1904: Giuseppe Cugnoli
- 1904-1919: Alberto Tonelli
- 1919-1922: Francesco Scaduto
- 1922-1923: Giuseppe Sanarelli
- 1923-1925: Francesco Severi
- 1925-1927: Giorgio Del Vecchio
- 1927-1930: Federico Millosevich
- 1930-1932: Pietro De Francisci
- 1932-1935: Alfredo Rocco
- 1935-1943: Pietro De Francisci
- 1943-1944: Guido De Ruggiero
- 1944-[2]1948: Giuseppe Caronia

## Repubblica Italiana
- 1948-1953: Giuseppe Cardinali
- 1953-1966: Giuseppe Ugo Papi[3]
- 1966-1967: Gaetano Martino
- 1967-1973: Pietro Agostino D'Avack
- 1973-1976: Giuseppe Vaccaro
- 1976-1987: Antonio Ruberti
- 1987-1988: Giuseppe Talamo
- 1988-1997: Giorgio Tecce
- 1997-2004: Giuseppe D'Ascenzo
- 2004-2008: Renato Guarini
- 2008-2014: Luigi Frati
- 2014-2020: Eugenio Gaudio
- 2020-in carica: Antonella Polimeni